# Lapeyre
Lapeyre é uma comuna francesa na região administrativa de Occitânia, no departamento dos Altos Pirenéus. Estende-se por uma área de 3,57 km². Em 2010 a comuna tinha 99 habitantes (densidade: 27,7 hab./km²).